# Övra dammen, Närke
Övra dammen är en sjö i Askersunds kommun i Närke och ingår i Motala ströms huvudavrinningsområde.